# Hrabstwo Stormont, Dundas i Glengarry
Hrabstwo Stormont, Dundas i Glengarry (ang. Stormont, Dundas and Glengarry United Counties) – jednostka administracyjna kanadyjskiej prowincji Ontario leżąca w południowo-wschodniej części prowincji.
Hrabstwo ma 110 399 mieszkańców. Język angielski jest językiem ojczystym dla 70,4%, francuski dla 22,2% mieszkańców (2006).
W skład hrabstwa wchodzą:
- miasto (city) Cornwall
- kanton North Dundas
- kanton North Glengarry
- kanton North Stormont
- kanton South Dundas
- kanton South Glengarry
- kanton South Stormont